# 岐阜県道265号中之元古川線
岐阜県道265号中之元古川線（ぎふけんどう265ごう なかのもとふるかわせん）とは、岐阜県揖斐郡大野町内の一般県道である。

## 概要
岐阜県揖斐郡大野町大字中之元の消防本部交差点（国道303号交点）が起点。起点から北に進む。大野町大字牛洞で右折し、東に向かう。（右折せず直進すると谷汲方面に向かう）大野町大字野では、左、右、左、右と曲がり、岐阜県揖斐郡大野町大字古川の稲富出屋敷交差点（岐阜県道78号岐阜大野線交点）が終点。
大野町西部、揖斐川町境近くの国道303号と大野町北部の岐阜県道78号岐阜大野線を結ぶ路線。路線の前半は北に向かい、大野町大字牛洞からの路線の後半は東に向かう。路線の前半を南北に延長した道路は、南は揖斐川にかかる平野庄橋に至り神戸町・大垣市方面へ、北は牛洞坂から揖斐川町谷汲に至り西国三十三所第三十三番札所の華厳寺方面へのアクセス道路にもなる。また大野町大字松山では、揖斐広域斎場へのアクセス道路として2007年（平成19年）2月に開通した町道と接続し、長良松山トンネルを抜け揖斐川町長良の国道303号に出ることができる。
路線の後半は揖斐川町谷汲と大野町の境にある大谷山、滝谷山、石山などの連山の山麓に沿って東に進む。沿線の大野町大字野には400m四方に小規模な古墳が20基ほど集中して存在する野古墳群がある。終点から岐阜県道78号岐阜大野線を東に進むと根尾川を渡り、本巣市・岐阜市方面へ至る。

### 路線データ
- 起点：岐阜県揖斐郡大野町大字中之元 消防本部交差点（国道303号交点）
- 終点：岐阜県揖斐郡大野町大字古川 稲富出屋敷交差点（岐阜県道78号岐阜大野線交点）
- 延長：5.81 km

## 重複区間
- 岐阜県道266号深坂大野線（大野町大字野）

## 通過する自治体
- 岐阜県
  - 揖斐郡大野町

## 主な接続道路
- 国道303号（大野町 消防本部交差点）
- 岐阜県道266号深坂大野線（大野町大字野）
- 岐阜県道78号岐阜大野線（大野町 稲富出屋敷交差点）

## 周辺
- 揖斐郡消防組合署
- 大野町立西小学校
- 大野町運動公園レインボースタジアム
- 野古墳群
- 東海職業能力開発大学校
- 大野町立北小学校